# الأحيمر السعدي
الأحيمر بن فلان بن حارث بن يزيد السعدي، شاعر من مخضرمي الدولتين الأموية والعباسية، كان لصاً فاتكاً مارداً، من أهل بادية الشام، أتى العراق وقطع الطريق فطلبه أمير البصرة سليمان بن علي ابن عبد الله بن عباس ففر فأهدر دمه وتبرأ منه قومه. عاش الأحيمر السعدي بين الدولتين الدولة الأموية والدولة العباسية و كان يسكن بادية الشام فطرده أهله لكثرة جناياته فجاء إلى العراق وراح يقطع طريق القوافل وصار لصا فاتكا ماردا فطلبه والي البصرة فهرب إلى الفلوات وصاحب الوحوش وكان يقول: كنت أتي الظبي حتى أخد بذراعيه وما كان شيء من بهائم الوحوش ينكرني إلا النعام و لأنه خليع طريد فقد ظل مغموراً وله قصيدة مشهورة واحدة يقول في مستهلها:
عوى الذئب فاستأنست بالذئب إذا عوى وصوت إنسان فكدت أطير